# Groton (Connecticut)

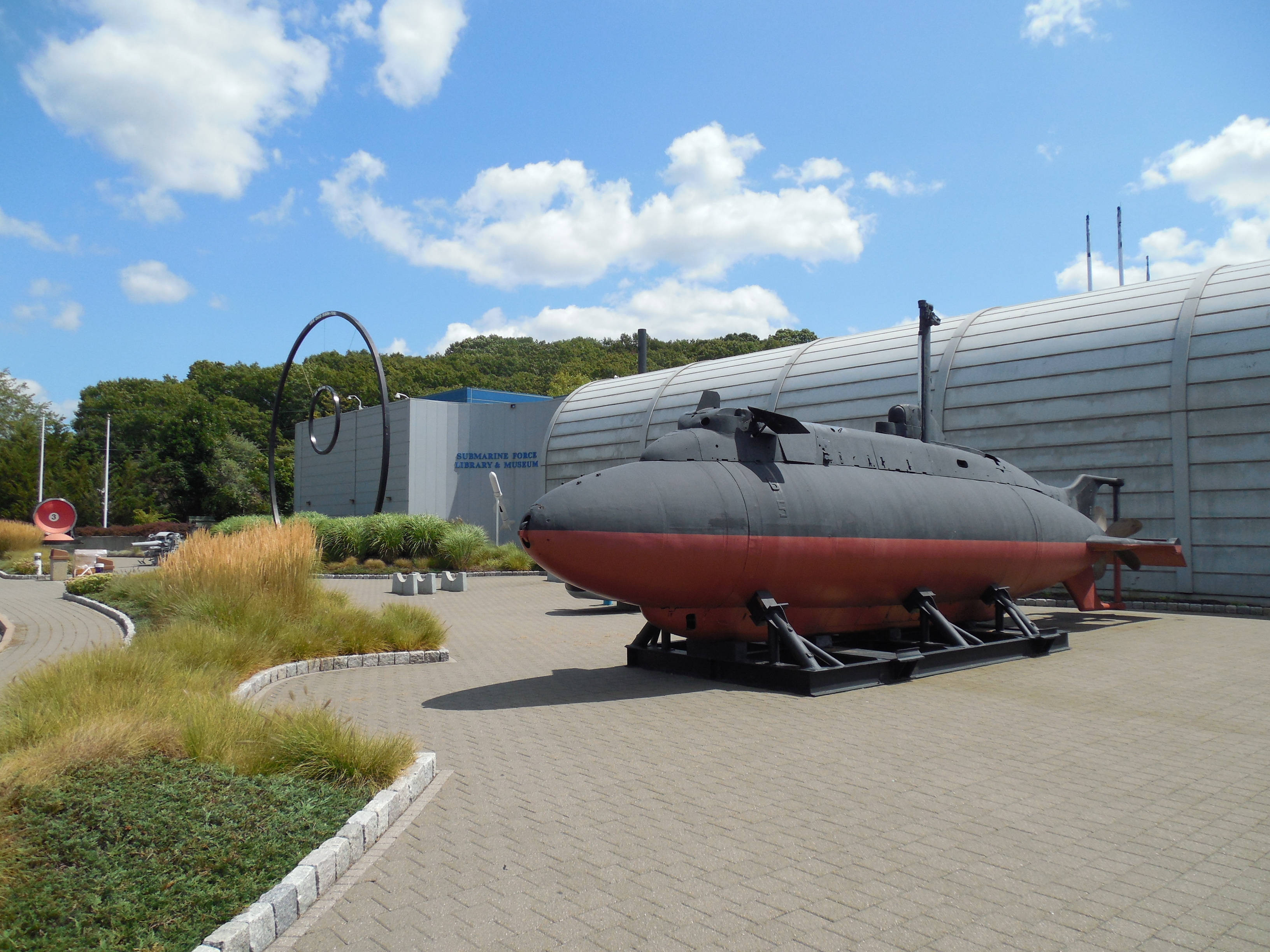

Groton es un pueblo que se encuentra junto al río Thames en el Condado de New London, Connecticut. En el censo del año 2010, el pueblo tenía una población de 10 389 habitantes. Allí está la sede de la General Dynamics Electric Boat, la mayor contratista de submarinos de la Marina de EE. UU.. La compañía farmacéutica Pfizer es la empresa que genera más empleos en el municipio.

## Geografía
Groton tiene un área de 117,1 km², de los que el 30,75 % son agua.

## Historia
Groton era ya un pueblo en 1705, cuando estaba separado de la ciudad de New London. Al 6 de septiembre de 1781 la batalla de Groton Heights estaba luchada. Las fuerzas británicas ayudadas por Benedict Arnold atacaron a la Fortaleza Griswold y fijaron el fuego a New London y Groton Bank.
Groton contenía originalmente los dos pueblos de Groton y Ledyard, Connecticut. El centro del pueblo estaba ubicado en la intersección de las rutas actuales 184 y 117. Allí estaban la primera escuela, la primera iglesia, y la primera taberna del pueblo. Cuando Ledyard se separó de Groton en 1836, la intersección todavía no estaba el centro geográfico, pero todavía está sabida como («Center Groton»).
El Conmemorativo de la Batalla de Groton Heights fue erigido en 1830 para honorar los 185 hombres que defendieron a la Fortaleza Griswold la libertad de las colonias norteamericanas. Hoy día, la Fortaleza Griswold está la única fortaleza en Connecticut que sobrevive de la Guerra de Independencia de los Estados Unidos. Está a 49 metros sobre el nivel del mar.
En el siglo XIX, barcos estaban construidos en los astilleros al lado del río Mystic. El barco de mayor importancia construido en Mystic fue el Andrew Jackson, que viajó de Nueva York a San Francisco en 89 días y 4 horas, más rápidamente que todos los viajes anteriores. También fue construido allí el primer acorazado de la marina de la Unión en la guerra civil estadounidense.
En el siglo XX, la industria de construcción naval se desplazó del río Mysic al Thames, otro río en Groton. Electric Boat está el patrón del más gran parte de la población. Durante la Segunda Guerra Mundial, Electric Boat construyó un submarino cada dos semanas y en 1954 construyó el USS Nautilus, el primer submarino nuclear. Actualmente, el Nautilus está desarmado y permanece expuesto en el Museo y Biblioteca de las Fuerzas Submarinas. Por eso y otros submarinos que se construye, Groton se llama "La Capital Submarina del Mundo."